# プラヴダ・ヴォストーカ
『プラヴダ・ヴォストーカ』(Правда Востока) は、ウズベキスタンで発行され、もっぱら同国の社会政治や社会経済について取り上げている、ロシア語の日刊新聞。政府系の新聞のひとつである。
紙名はロシア語で、「東方の真実」といった意味である。日本語では、『プラウダ・ヴォストーカ』、『プラウダ・ボストーカ』とも表記される。
ソビエト時代の発行母体は、ウズベキスタン共産党中央委員会、ウズベク・ソビエト社会主義共和国最高評議会であった。現在の新聞は、ウズベキスタンの内閣が発行母体である。
この新聞に連なる新聞は、1917年4月2日から刊行されている。もともとは『ナシャ・ガゼタ (Наша газета)』（「私たちの新聞」の意）という紙名であった。1924年11月に、現在の紙名となった。1956年には、労働赤旗勲章を授与されている。
1975年の時点では、新聞は毎日刊行され、発行部数は25万部だった。現在は、火曜日から土曜日まで週5回刊行されている。2017年初めの時点では、発行部数は3万部以上であった。